# Liolaemus kunza
Liolaemus kunza — вид ящірок з родини Liolaemidae. Описаний у 2021 році.

## Назва
Вид названо на честь вимерлої мови кунса, якою до XIX століття розмовляли народи що мешкали у високогірних районах на межі Аргентини, Болівії та Чилі.

## Поширення
Ендемік Аргентини. Виявлений у солончаках вулкану Антофалья в провінції Катамарка та солончаках Омбре-Муерто в провінції Сальта на північному сході країни.